# Peter Schønning
Peter Schønning Andersen (født 1. januar 1964) er en dansk advokat med speciale i ophavsret.
Han er selvstændig advokat med møderet for Højesteret. Han har været forfatter til flere bøger, blandt andet Ophavsretsloven med kommentarer som er udkommet i fire udgaver siden 1995.
Peter Schønning var formand for Antipiratgruppen, inden foreningen lukkede ned. Han skabte en del opmærksomhed i forbindelse med formandsposten, og er i folkemunde blevet kaldt for Mr. Copyright. Andre mener det er Johan Schlüter der er danmarks Mr. Copyright.  Peter Schønning har tidligere arbejdet for Johan Schlüter.
Schønning arbejdede i Kulturministeriets ophavsretskontor 1989–1992 hvor han var involveret i udarbejdelsen af forslag til 1995-Ophavsretsloven.
Sidenhen har han startet egen advokatvirksomhed, ved navn Advokat Peter Schønning.